# Tram van Görlitz
De tram van Görlitz is de ruggengraat van het openbaar vervoer van de Duitse stad Görlitz. Het metersporige net met een lengte van 12 kilometer wordt door Görlitzer Verkehrsbetriebe (GVB) geëxploiteerd. Vervoer ging in 1882 met paardentrams van start; de eerste elektrische trams reden in 1897. Vanaf eind jaren 1980 tot eind jaren 1990 werd een groot deel van het materieelpark vernieuwd, wat tot dan toe uit tweeassige wagens van LOWA en GOTHA bestond.

## Netwerk
Het netwerk bestaat uit (in 2020) 2 tramlijnen. Deze lijnen zijn eenvoudig 1 en 2 genummerd. Een belangrijke halte is het plein met de naam Postplatz.

## Materieel
In Görlitz is het gebruikelijk om voor elk nieuw tramtype de naam van de fabrikant te gebruiken. Het overzicht is van oktober 2021.

### Huidig
- KT4D Hoofdzakelijk begin jaren 1990 werden van Tatra 16 gelede trams van dit type geleverd; enkele nieuw, maar sommige ook tweedehands, uit Erfurt en Cottbus. Aangezien enkele terzijde zijn gezet, zijn er nog 13 van in dienst. Deze gelede vierassers rijden alleen gekoppeld op lijn 1 overdag op werkdagen.

### Historisch
- In de historische collectie bevinden zich drie motorwagens: tweeassers uit 1897 en 1928, plus een zesasser die als partytram wordt ingezet en uit Mannheim is overgenomen.[1]